# 金メダル (王立地理学会)

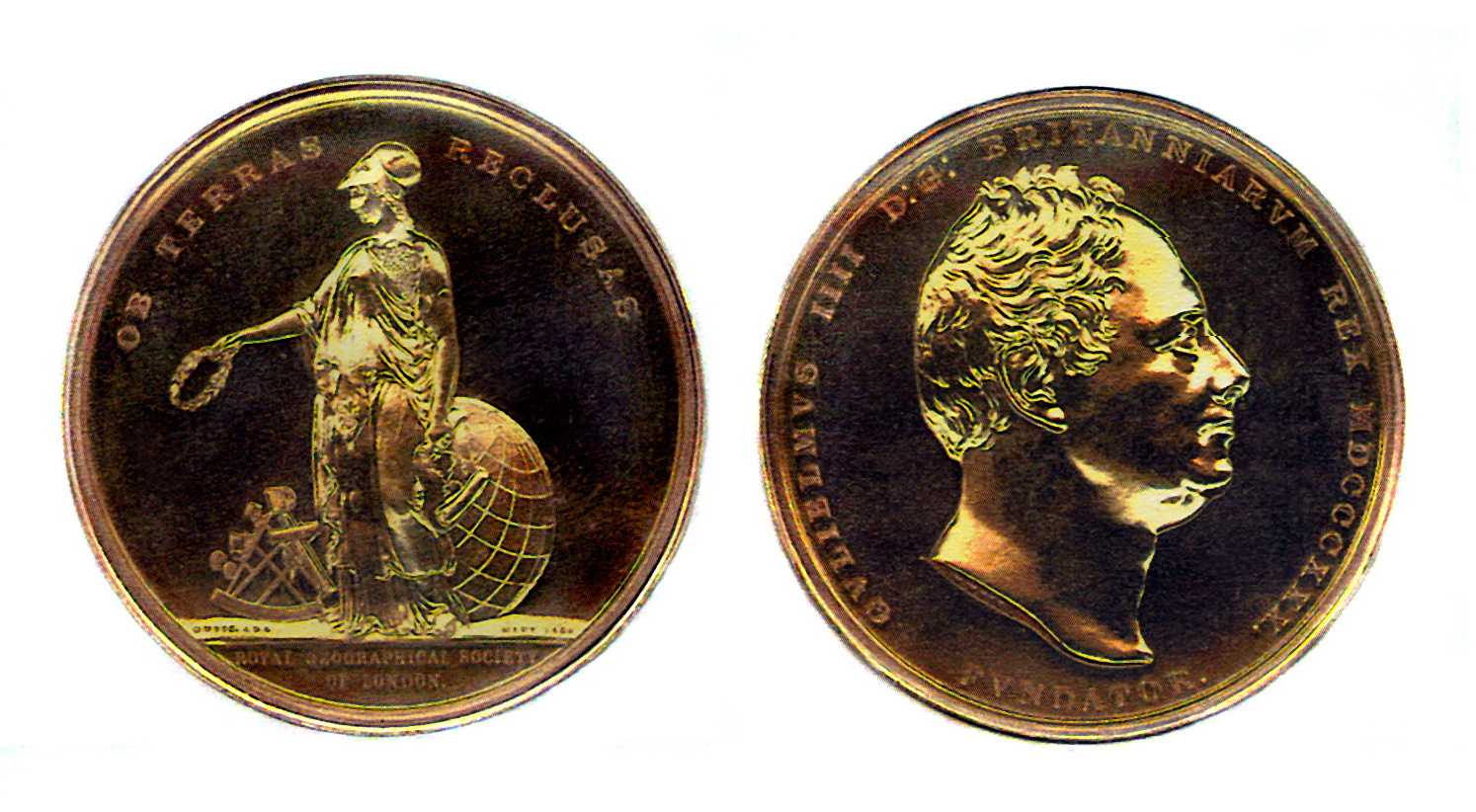
王立地理学会の創立者メダルの両面。1927年、ケネス・メイソンに贈られたもの。

金メダル（きんメダル、英語: Gold Medal）は、イギリスの王立地理学会 (the Royal Geographical Society, RGS) が授与する最も権威ある賞。金メダルには、1830年に制定された創立者メダル (the Founder's Medal 1830) と、1838年に制定されたパトロンズ・メダル (the Patron's Medal 1838) の2種類がある。この賞は、「地理的科学及び発見の奨励、推進 (the encouragement and promotion of geographical science and discovery)」のために授与されるものであり、受賞者の決定に際しては、国王の裁可を要するものとされている。

## 歴史
この賞の起源は、「地理的科学及び発見の奨励、推進のための奨励金」として、当時の国王ウィリアム4世が1831年から毎年50ギニーを下賜したことにある。最初期には受賞者には賞金として下賜金が与えられたが、1836年から1838年には、ロイヤル・メダルとして金メダルが与えられるようになり、1839年以降は、等しく価値をもつとされるふたつのメダル、創立者メダルとパトロンズ・メダルが与えられることとなった。創立者メダルの表面にはウィリアム4世、パトロンズ・メダルの表面には、1837年に即位したヴィクトリア女王の肖像が刻まれている。
この賞は、著名な地理学者たちに与えられてきており、受賞者の中には、デイヴィッド・リヴィングストン（1855年受賞）、ナイン・シン・ラワット：1877年）、フェルディナント・フォン・リヒトホーフェン男爵（1878年）、アルフレッド・ラッセル・ウォレス（1892年）、ウィリアム・ウッドヴィル・ロックヒル（1893年）や、20世紀以降では、ウィリアム・モーリス・ディヴィス教授（1919年）、サー・ハルフォード・ジョン・マッキンダー（1945年）、リチャード・チョーリー教授（1987年）、デヴィッド・ハーヴェイ教授（1995年）らが含まれている。

## おもな受賞者
以下のリストには、王立地理学会の資料に準じ、下賜金として50ギニーが授与された最初期の受賞者、およびロイヤル・メダルが授与された受賞者（いずれも創立者メダル受賞者として扱われている）、および、例外的にクロノメーターが贈られた例を含んでいる。氏名の後には、おもな業績、または、活動領域を記し、さらに必要に応じて特記事項を追加した。氏名の称号、階級等は参照しているRGSの資料に準拠している。

### 1830年代
- 1832年
  - 下賜金50ギニー（創立者メダル相当）：リチャード・ランダー (Richard Lander) - 西アフリカの探険（ニジェール川流域などの探険）
- 1833年
  - 下賜金50ギニー（創立者メダル相当）：ジョン・ビスコー (John Biscoe) - 南極海の探険（エンダービーランド、グレアムランドなどの発見）
- 1834年
  - 下賜金50ギニー（創立者メダル相当）：サー・ジョン・ロス大佐 (Captain Sir John Ross) - 北極圏の探険（ブーシア半島、キングウィリアム島などの発見）
- 1835年
  - 下賜金50ギニー（創立者メダル相当）：サー・アレクサンダー・バーンズ (Sir Alexander Burnes) - ペルシアなどの探険
- 1836年
  - ロイヤル・メダル（創立者メダル相当）：サー・ジョージ・バック (Sir George Back) - グレート・フィッシュ川（北極圏カナダ）の探険
- 1837年
  - ロイヤル・メダル（創立者メダル相当）：ロバート・フィッツロイ大佐 (Captain Robert Fitzroy) - ラ・プラタ川からグアヤキルに至る南アメリカ大陸沿岸の測量調査
- 1838年
  - ロイヤル・メダル（創立者メダル相当）：フランシス・ロードン・チェスニー大佐 (Francis Rawdon Chesney) - シリア、メソポタミア、スジアナ（エラム）地域の探険
- 1839年
  - 創立者メダル：トマス・シンプソン (Thomas Simpson) - 北アメリカ大陸の未踏査の海岸線の探険
  - パトロンズ・メダル：エドゥアルト・リュッペル博士 (Dr. Edward Rüppell) - ヌビア、アラビア、アビシニア（エチオピア）地域の探険...ドイツ人＝外国人初の受賞

### 1840年代
- 1840年
  - 創立者メダル：ヘンリー・ローリンソン少佐 (Major Henry Rawlinson) - ペルシアの探険...その後、楔形文字の解読に成功
  - パトロンズ・メダル：ロベルト・ヘルマン・ショムブルク (Robert H. Schomburgk) - イギリス領ガイアナの探険
- 1841年
  - 創立者メダル：H・レイパー大尉 (Lieutenant H. Raper) - 実務的航法および航海天文学における業績
  - パトロンズ・メダル：ジョン・ウッド大尉 (Lieutenant John Wood) - オクソス川（アムダリヤ川）源流の発見、インダス川沿岸の調査
- 1842年
  - 創立者メダル：サー・ジェイムズ・クラーク・ロス大佐 (Captain Sir James Clark Ross) - 南極大陸沿岸の探険
  - パトロンズ・メダル：E・ロビンソン師 (Rev. Dr. E. Robinson) - パレスチナ、シナイ山、アラビアにおける聖書考古学研究
- 1843年
  - 創立者メダル：エドワード・ジョン・エア (Edward John Eyre) - オーストラリア大陸の探険
  - パトロンズ・メダル：J・F・A・シモンズ (J. F. A. Symonds) - パレスチナの三角測量および地中海と死海の標高差の確定
- 1844年
  - 創立者メダル：W・J・ハミルトン (W. J. Hamilton) - 小アジアの地質調査
  - パトロンズ・メダル：ゲオルク・アドルフ・エルマン (Georg Adolf Erman) - シベリアおよびカムチャツカ半島における地理調査…ドイツ人
- 1845年
  - 創立者メダル：チャールズ・ビーク博士 (Dr. Charles Beke) - アビシニア（エチオピア）の探険
  - パトロンズ・メダル：カール・リッター教授 (Professor Carl Ritter) - 地理学…ドイツ人
- 1846年
  - 創立者メダル：カウント・P・E・ド・ストルゼレスキ (Count P. E. de Strzelecki) - オーストラリア南東部の探険…ポーランド人（後にイギリスに帰化）
  - パトロンズ・メダル：A・ミッデンドルフ教授 (Professor A. Middendorff) - シベリア北部および西部の探険、動物学...ロシア帝国時代のバルト・ドイツ人
- 1847年
  - パトロンズ・メダル：ルードヴィヒ・ライヒハルト博士 (Dr. Ludwig Leichhardt) - オーストラリア東北部の探険…ドイツ人
- 1848年
  - 創立者メダル：サー・ジェームズ・ブルック (Sir James Brooke) - ボルネオ島の探険
  - パトロンズ・メダル：チャールズ・ウィルクス海軍大佐 (Charles Wilkes) - 南極海域などにおける航海、および、科学的業績..アメリカ人（アメリカ合衆国海軍）
- 1849年
  - 創立者メダル：オースティン・ヘンリー・レヤード (Austen Henry Layard) - メソポタミア地方などアジア地誌、ニムルド遺跡の発見、考古学
  - パトロンズ・メダル：カール・フォン・ヒューゲル男爵 (Baron Charles von Hugel) - カシミール地方の探険、博物学、植物学...オーストリア人

### 1850年代
- 1850年
  - パトロンズ・メダル：ジョン・チャールズ・フレモントj (John Charles Frémont) - アメリカ合衆国西部における地理学への貢献...アメリカ人
  - クロノメーター（高精度携帯時計：金メダル相当）：デイヴィッド・リヴィングストン師 (Rev. David Livingstone) - アフリカ大陸ンガミ湖への探険...後に創立者メダルを1855年に受賞
- 1851年
  - 創立者メダル：ジョージ・オーガスト・ウォリン（ユリョ・アウクスティ・ワリン）博士 (Dr. George Wallin) - アラビアの踏査...フィンランド人
- 1852年
  - 創立者メダル：ジョン・レイ博士 (Dr. John Rae) - ブーシア半島の探険など、北極圏の地誌学
  - パトロンズ・メダル：ヘンリー・ストレイチー大尉 (Captain Henry Strachey) - チベット西部の探険
- 1853年
  - 創立者メダル：フランシス・ゴルトン (Francis Galton) - 南部アフリカ内陸の探険...後に優生学、統計学に業績を残す
- 1854年
  - 創立者メダル：ウィリアム・スミス提督 (Admiral William Smyth - 地中海の海域測量
  - パトロンズ・メダル：ロバート・マクルアー大佐 (Captain Robert McClure) - 北極海の航行と北西航路の縦断
- 1855年
  - 創立者メダル：デイヴィッド・リヴィングストン師 (Rev. David Livingstone) - アフリカ大陸の探険
  - パトロンズ・メダル：チャールズ・アンダーソン (Charles Andersson) - アフリカ大陸南西部の探険...スウェーデン人
- 1856年
  - パトロンズ・メダル：ハインリヒ・バルト (Heinrich Barth) - アフリカ大陸中部の探険...ドイツ人
- 1857年
  - パトロンズ・メダル：アンドリュー・スコット・ウォー大佐 (Colonel Andrew Scott Waugh) - インドの大三角測量
- 1858年
  - 創立者メダル：リチャード・コリンソン海軍大佐 (Captain Richard Collinson) - 北極地方における諸々の発見
- 1859年
  - 創立者メダル：リチャード・フランシス・バートン大尉 (Captain Richard F. Burton) - アフリカ大陸東部の探険

### 1860年代
- 1861年
  - 創立者メダル：ジョン・ハニング・スピーク大尉 (Captain John Hanning Speke) - ヴィクトリア湖の発見などアフリカにおける諸々の地理上の発見
- 1862年
  - 創立者メダル：トーマス・ブラキストン大尉 (Captain Thomas Blakiston) - 揚子江の調査
- 1863年
  - パトロンズ・メダル：ジョン・アロースミス (John Arrowsmith) - 地図製作を通した地理科学への貢献
- 1864年
  - パトロンズ・メダル：カール・クラウス・フォン・デア・デッケン男爵 (Baron C. von der Decken) - キリマンジャロの調査...ドイツ人
- 1865年
  - 創立者メダル：トーマス・ジョージ・モントゴメリー大尉 (Captain T. G. Montgomerie) - パンジャブからカラコルム山脈に至る三角測量
- 1866年
  - 創立者メダル：トマス・トムソン博士 (Dr. Thomas Thomson) - ヒマラヤ山脈西部からチベットにかけての調査
- 1867年
  - パトロンズ・メダル：アイザック・ヘイズ博士 (Dr. Isaac Hayes) - 北極圏、エルズミーア島の探検...アメリカ人
- 1869年
  - 創立者メダル：A・E・ノルデンショルド教授 (Professor A. E. Nordenskiöld) - スピッツベルゲン島の学術調査...スウェーデンに帰化したスウェーデン系フィンランド人
  - パトロンズ・メダル：メアリー・サマヴィル (Mary Somerville) - 長年にわたる自然地理学の基礎への貢献

### 1870年代
- 1870年
  - パトロンズ・メダル：フランシス・ガルニエ大尉（Lieutenant Francis Garnier）- メコン川流域、長江上流部の探険...フランス海軍軍人
- 1871年
  - 創立者メダル：ロデリック・マーチソン（Roderick Murchison）- 地質学及び学会運営への貢献
- 1872年
  - 創立者メダル：ヘンリー・ユール大佐（Colonel Henry Yule）- 東洋学者
- 1873年
  - パトロンズ・メダル：ヘンリー・モートン・スタンリー（Henry Morton Stanley) - リヴィングストンの発見...イギリス生まれ、アメリカ合衆国籍の時期を経てイギリス国籍に戻った
- 1877年
  - パトロンズ・メダル：ザ・パンディット・ナイン・シング（The Pundit Nain Singh) - チベットの探険と測量...インド人
- 1878年
  - 創立者メダル：フェルディナント・フォン・リヒトホーフェン男爵（Baron F. von Richthofen) - 中国における科学的探険...ドイツ人
- 1879年
  - 創立者メダル：ニコライ・プルジェヴァリスキー（Nikolay Przhevalsky) - モンゴル、北チベットの継続的な探険...ロシア人

### 1880年代
- 1882年
  - 創立者メダル：グスタフ・ナハティガル博士（Dr. Gustav Nachtigal) - 東サハラの探険...ドイツ人
- 1883年
  - 創立者メダル：サー・ジョセフ・フッカー（Sir Joseph Hooker) - 科学的地理学への貢献
  - パトロンズ・メダル：E・コルボーン・ベイバー（E. Colborne Baber) - 中国内陸部への一連の旅行
- 1885年
  - 創立者メダル：ジョセフ・トムソン（Joseph Thomson) - 中部アフリカ東部の2回の探検
  - パトロンズ・メダル：H・E・オニール（Henry E. O'Neill) - モザンビークにおける一連の探険
- 1888年
  - 創立者メダル：クレメンツ・R・マーカム（Clements R. Markham) - 学会運営への貢献
- 1889年
  - パトロンズ・メダル：グスタフ・ラッデ博士（Dr. Gustav Radde) - 東サハラの探険...ドイツ人

### 1890年代
- 1891年
  - パトロンズ・メダル：フリチョフ・ナンセン博士（Dr. Fridtjof Nansen) - グリーンランド横断などの科学的探検...スウェーデン統治時代のノルウェー人
- 1892年
  - 創立者メダル：アルフレッド・ラッセル・ウォレス（Alfred Russel Wallace) - 博物学者、チャールズ・ダーウィンの共同作業者
  - パトロンズ・メダル：エドワード・ウィンパー (Edward Whymper) - 登山家、アンデス山脈の登山地図作製と調査
- 1893年
  - パトロンズ・メダル：ウィリアム・ウッドヴィル・ロックヒル（William Woodville Rockhill) - 中国西部およびチベットの探険
- 1894年
  - パトロンズ・メダル：エリゼ・ルクリュ（Elisée Reclus) - 『Nouvelle Géographie Univerelle』著者...ベルギーを拠点としたフランス人
- 1895年
  - 創立者メダル：ジョン・マレー博士（Dr. John Murray) - 海洋学者、チャレンジャー号遠征
  - パトロンズ・メダル：ジョージ・カーゾン閣下 (The Hon. George Curzon) - 登山家、アンデス山脈の登山地図作製と調査
- 1897年
  - 創立者メダル：ピョートル・セミョーノフ＝チャン＝シャンスキイ - 中央アジア探検の長年の寄与
  - パトロンズ・メダル：ジョージ・M・ドーソン博士 (Dr George M. Dawson) - カナダ北西部の探検
- 1898年
  - 創立者メダル：スヴェン・ヘディン博士（Dr. John Murray) - 中央アジア探検
  - パトロンズ・メダル：ロバート・ピアリー合衆国海軍大尉 (Lieutenant R. E. Peary, USN) - グリーンランドの探検（後の北極点初到達者）

### 1900年代
- 1901年
  - 創立者メダル：アブルッツィ公爵閣下 (HRH The Duke of the Abruzzi) - セイントイライアス山の登頂、および、ステラ・ポラーレ (Stella Polare) 号の北極圏航海...イタリア人
  - パトロンズ・メダル：ドナルドソン・スミス博士 (Dr. Donaldson Smith) - ルドルフ湖（トゥルカナ湖）とオモ川の探検
- 1902年
  - 創立者メダル：サー・フレデリック・ルガード将軍 (General Sir Frederick Lugard) - アフリカ地理への継続的貢献
- 1904年
  - パトロンズ・メダル：ロバート・スコット海軍中佐 (Commander Robert Scott) - 南極探険隊を率い、南緯82度17分に到達...その後1911年に南極点到達に成功した後、遭難死
- 1907年
  - パトロンズ・メダル：ロアール・アムンセン船長 (Captain Roald Amundsen) - 探検家、北西航路横断航海および磁北極地域の探険...ノルウェー人...その後1911年に人類初の南極点到達に成功
- 1908年
  - パトロンズ・メダル：モナコ大公殿下 (HSH The Prince of Monaco) - スピッツベルゲン島沿岸の海洋学的研究...モナコ大公アルベール1世
- 1909年
  - 創立者メダル：M・A・スタイン博士 (Dr. M. A. Stein) - 中央アジアの探検、考古学調査

### 1910年代
- 1910年
  - パトロンズ・メダル：ウィリアム・スペアズ・ブルース博士（Dr. William Spiers Bruce) - 南北両極の探検
- 1913年
  - パトロンズ・メダルと特別南極メダルを収めた小箱：ロバート・スコットへの追贈：妻キャスリーン・スコット（英語版）が受け取る
- 1914年
  - 創立者メダル：アルブレヒト・ペンク教授（Professor Albrecht Penck) - 科学的地理学、百万分の一地図の提唱...ドイツ人
- 1915年
  - 創立者メダル：サー・ダグラス・モーソン（Sir Douglas Mawson) - オーストラリア南極探検隊の指揮...イングランド生まれのオーストラリア人
  - パトロンズ・メダル：フィリッポ・デ・フィリッピ博士 (Dr. Filippo de Filippi) - カラコルムおよび東トルキスタンの探検 ... イタリア人
- 1918年
  - 創立者メダル：ガートルード・ベル（Gertrude Bell) - 小アジア、シリア、ユーフラテス、アラビアの探検
- 1919年
  - パトロンズ・メダル：ウィリアム・モーリス・ディヴィス教授（Professor William Davis) - 自然地理学

### 1920年代
- 1920年
  - 創立者メダル：H・シンジョン・B・フィルビー（H. St. John B. Philby) - 南中部アラビア遠征
- 1923年
  - 創立者メダル：クヌート・ラスムッセン博士（Dr. Knud Rasmussen) - グリーンランドの探検 ... デンマーク人（グリーンランド人）
- 1926年
  - 創立者メダル：E・F・ノートン大佐（Colonel E. F. Norton) - 1924年のイギリスのエベレスト遠征を指揮
- 1927年
  - 創立者メダル：ケネス・メイソン少佐（Major Kenneth Mason) - インドおよびロシア領トルキスタンの測量調査を結びつけ、シャクスガム遠征を指揮
- 1929年
  - 創立者メダル：フランシス・レネル・ロッド（Francis Rennell Rodd) - サハラ探険、トゥアレグ族の研究...その後、男爵、陸軍少将、RGS会長

### 1930年代
- 1930年
  - パトロンズ・メダル：カルステン・E・ボルクグレヴィンク（Carsten E. Borchgrevink) - 南極探検、越冬...ノルウェー人
- 1931年
  - 創立者メダル：バートラム・トマス（Bertram Thomas) - ルブアルハリ砂漠の横断
  - パトロンズ・メダル：リチャード・バード合衆国海軍少将（Rear Admiral Richard E. Byrd, USN) - 南極探検、および、両極点への飛行...アメリカ人
- 1932年
  - パトロンズ・メダル：スポレート公爵閣下（HRH The Duke of Spoleto) - カラコルム山脈の学術調査...イタリアの王族
- 1933年
  - 創立者メダル：J・M・ワーディー（J. M. Wordie) - 両極地方の探険
  - パトロンズ・メダル：エーリッヒ・フォン・ドリガルスキー（Erich von Drygalski) - 両極地方における氷河学研究...ドイツ人
- 1934年
  - パトロンズ・メダル：アイナー・ミケルセン（Ejnar Mikkelsen) - 北極圏探険とグリーンランド先住民集落の研究...デンマーク人
- 1936年
  - パトロンズ・メダル：R・E・チーズマン少佐 (Major R. E. Cheesman) - 青ナイル川とタナ湖の探検
- 1937年
  - パトロンズ・メダル：リンカーン・エルズワース（Lincoln Ellsworth) - 北極圏探険...アメリカ人
- 1938年
  - パトロンズ・メダル：エリック・シプトン（Eric Shipton) - 登山家
- 1939年
  - パトロンズ・メダル：ハンス・アールマン教授（Professor Hans Ahlmann) - 北極圏探険、氷河学...スウェーデン人

### 1940年代
- 1941年
  - 創立者メダル：P・A・クレイトン大尉 (Captain P. A. Clayton) - リビア砂漠の測量、砂漠戦に資する砂漠戦に資する知見
  - パトロンズ・メダル：イザイア・ボウマン博士（Dr. Isaiah Bowman) - 地形学、政治地理学
- 1942年
  - 創立者メダル：フレヤ・スターク (Freya Stark) - アラビア周辺の探険、研究
  - パトロンズ・メダル：オーウェン・ラティモア (Owen Lattimore) - 中央アジアの探険、研究
- 1943年と1944年には、メダルは授与されなかった。
- 1945年
  - パトロンズ・メダル：サー・ハルフォード・マッキンダー（Sir Halford Mackinder) - 地理学（地政学）
- 1949年
  - パトロンズ・メダル：ハンス・ペテルソン教授（Professor Hans Pettersson) - 海洋学

### 1950年代
- 1950年
  - パトロンズ・メダル：ハラルド・スヴェルドラップ教授（Sir Edmund Hillary) - 極地探険と海洋学への貢献
- 1951年
  - 創立者メダル：ヴィヴィアン・E・フックス博士（Dr. Vivian E. Fuchs) - 南極探険（1948年 - 1950年調査）
  - パトロンズ・メダル：ドナルド・トムソン博士（Dr. Donald Thomson) - アーネムランドの探険と研究
- 1956年
  - パトロンズ・メダル：チャールズ・エヴァンス（Charles Evans) - ヒマラヤ山脈の探険
- 1958年
  - パトロンズ・メダル：サー・エドモンド・ヒラリー（Professor Harald Sverdrup) - 南極、ヒマラヤ山脈の探険

### 1960年代
- 1960年
  - 創立者メダル：フィリップ・G・ロー（Phillip G. Law) - 南極探険
  - パトロンズ・メダル：テオドール・モノ教授（Professor Theodore Monod) - サハラ砂漠の地理学的探険調査…フランス人
- 1961年
  - パトロンズ・メダル：ミハイル・ソモフ博士（Dr. Mikhail M. Somov) - 南極探検と調査…ソビエト連邦時代のロシア人
- 1963年
  - 創立者メダル：ジャック＝イヴ・クストー大佐（Captaine Jacques-Yves Cousteau) - 海中探険、調査…フランス人
  - パトロンズ・メダル：アルバート・P・クレイリー博士（Dr. Albert P. Crary) - 南極探検…アメリカ人
- 1964年
  - 創立者メダル：L・S・H・リーキー博士（Dr. L. S. H. Leakey) - 東アフリカの探険、古人類学調査…イギリス系ケニヤ人
  - パトロンズ・メダル：トール・ヘイエルダール博士（Dr. Thor Heyerdahl) - 南太平洋の探検…ノルウェー人

### 1970年代
- 1970年
  - パトロンズ・メダル：アルーン・タジェフ博士（Dr. Haroun Tazieff) - 火山学...フランス人
- 1974年
  - 創立者メダル：クリスチャン・J・S・ボニントン（Christian J. S. Bonington) - 登山家
- 1977年
  - 創立者メダル：マイケル・ワイズ教授（Professor Michael Wise) - 経済地理学
  - パトロンズ・メダル：ケネス・ヘア教授（Professor Kenneth Hare) - 北極圏の地理学
- 1978年
  - パトロンズ・メダル：ミェチスワフ・クリマシェフスキ教授（Professor Miezyslaw Klirnaszewski) - 地形学...ポーランド人（元ポーランド人民共和国国家評議会副議長）

### 1980年代
- 1982年
  - 創立者メダル：マイケル・ウォード (Mr Michael Ward FRCS) - 登山家、医師
- 1983年
  - パトロンズ・メダル：ジョン・ヤング中佐（Commander John Young NASA) -  アメリカ航空宇宙局 (NASA) 宇宙飛行士...アメリカ人
- 1984年
  - パトロンズ・メダル：ピエール・グルー教授（Professor Pierre Gourou) - 熱帯地理学...フランス人
- 1985年
  - 創立者メダル：デイビッド・アッテンボロー（Mr David Attenborough CBE FRS) -  動物学、植物学、テレビドキュメンタリー製作
- 1986年
  - 創立者メダル：ティモシー・セヴェリン（Mr Timothy Severin) -  航海実験などの探検、地理学史への貢献
  - パトロンズ・メダル：ピーター・ハゲット教授（Professor Peter Haggett) - 人文地理学（疾病地理学）
- 1987年
  - パトロンズ・メダル：リチャード・チョーリー教授（Professor Richard J. Chorley) - 自然地理学（地形学、計量手法）
- 1988年
  - パトロンズ・メダル：ナイジェル・デ・N・ウィンザー（Mr Nigel de N Winser) - 世界各地、特にオマーンにおけるフィールド調査
- 1989年
  - 創立者メダル：モニカ・クリステンセン博士（Dr Monica Kristensen) - 南極探検

### 1990年代
- 1992年
  - パトロンズ・メダル：マーティン・ホールドゲイト博士（Professor Dr Martin Holdgate CB) - 昆虫学者、環境科学者
- 1993年
  - パトロンズ・メダル：ジョン・ブラッシュフォード＝スネル大佐（Professor Colonel John Blashford-Snell MBE) - イギリス陸軍軍人、探検家
- 1995年
  - パトロンズ・メダル：デヴィッド・ハーヴェイ（Professor David Harvey) - 経済地理学
- 1996年
  - 創立者メダル：ジョン・ウッズ教授（Professor John Woods CBE) - 海洋学
- 1997年
  - 創立者メダル：サー・トニー・リグリー教授（Professor Sir Tony Wrigley) - 歴史人口学
- 1999年
  - 創立者メダル：マイク・カークビー教授（Professor Mike Kirkby) - 地形学
  - パトロンズ・メダル：ダグ・スコット（Doug Scott, CBE) - 登山家

### 2000年代
- 2001年
  - パトロンズ・メダル：ラインホルト・メスナー（Reinhold Messner) - 登山家…イタリア人
- 2002年
  - 創立者メダル：ブルーノ・メッサーリ（Bruno Messerli) - 山岳研究
- 2003年
  - 創立者メダル：マイク・グッドチャイルド教授（Professor Mike Goodchild) - 地理情報システム
- 2004年
  - 創立者メダル：レシェク・スターケル教授（Professor Leszek Starkel) - 古水理学、地形学…ポーランド人
- 2006年
  - 創立者メダル：デレク・グレゴリー教授（Professor Derek Gregory) - 人文地理学と社会理論
  - パトロンズ・メダル：ジャック・アイヴス教授（Professor Jack Ives) - 山岳地理学
- 2009年
  - 創立者メダル：アラン・ベイカー博士（Dr Alan Baker) - 歴史地理学
  - パトロンズ・メダル：ニコラス・スターン卿、教授（Professor Lord Nicholas Stern) - 経済学者、気候変動への政策的対応

### 2010年代
- 2010年
  - パトロンズ・メダル：ジャック・デンジャモンド（Jack Dangermond) - GISの推進
- 2011年
  - 創立者メダル：デイヴィッド・リヴィングストン教授（Professor David Livingstone OBE) - 歴史地理学者
- 2012年
  - 創立者メダル：チャールズ・ウィザース教授（Professor Charles Withers) - 歴史地理学・文化地理学者[3]
  - パトロンズ・メダル：アラステア・フォザーギル（Alastair Fothergill) - テレビ・映画ドキュメンタリー製作[4]
- 2013年
  - パトロンズ・メダル：マイケル・ペイリン（Michael Palin) - コメディアン・俳優・作家
- 2014年[5]
  - 創立者メダル：ジェフリー・ボールトン教授（Geoffrey Boulton) - 氷河学者、環境科学者
  - パトロンズ・メダル：ハンス・ロスリング（Hans Rosling) - 医師、公衆衛生学者
- 2015年
  - 創立者メダル：マイケル・バティ（Michael Batty) - 都市計画家、計量地理学者
  - パトロンズ・メダル：ポール・セロー（Paul Theroux) - 作家
- 2016年[6]
  - 創立者メダル：マイケル・ストーパー教授（Michael Storper) - 経済地理学者...アメリカ人
  - パトロンズ・メダル：ボブ・ゲルドフ（Bob Geldof) - ミュージシャン、アフリカにおける不平等に関する取り組み
- 2017年[7]
  - 創立者メダル：ゴードン・コンウェイ教授（Sir Gordon Conway KCMG FRS) - 農業環境学者
  - パトロンズ・メダル：リンゼイ・ヒルサム (Lindsey Hilsum) - テレビ・ジャーナリスト
- 2018年[8]
  - 創立者メダル：ポール・ローズ（Paul Rose) - テレビ番組プレゼンター、探検家
  - パトロンズ・メダル：ヤドヴィンダー・マルヒ教授 (Progessor Yadvinder Malhi) - 気候変動、熱帯環境研究者
- 2019年[9]
  - 創立者メダル：トレヴァー・バーンズ教授（Progessor Trevor Barnes) - 経済地理学者
  - パトロンズ・メダル：デイム・フィオナ・レイノルズ (Dame Fiona Reynolds) - 環境保護活動家

### 2020年代
- 2020年[10]
  - 創立者メダル：ヘザー・ヴァイルス教授（Progessor Heather Viles) - 生物地形学者
  - パトロンズ・メダル：マイケル・ジョーンズ（Michael Jones) - 空間情報システム（Google Map, Google Earth）の開発
- 2021年[11]
  - 創立者メダル：アンディ・イーヴィス（Andy Eavis) - 洞窟探検家
  - パトロンズ・メダル：リタ・ガードナー博士（Dr Rita Gardner CBE) - 地理学者、RGS運営への貢献
- 2022年
  - 創立者メダル：David Hempleman-Adams
  - パトロンズ・メダル：Jane Francis
- 2023年
  - 創立者メダル：Andrew Mitchel
  - パトロンズ・メダル：Felix Driver